# Хемпстед (округ)
Хе́мпстед (англ. Hempstead County) — округ в США, штате Арканзас. Официально образован 15 декабря 1818 года. По состоянию на 2010 год, численность населения составляла 22 609 человек. Получил своё название в честь американского юриста и пионера Эдварда Хемпстеда.

## География
По данным Бюро переписи США, общая площадь округа равняется 1 919 км², из которых 1 886 км² суша и 36 км² или 1,8 % это водоёмы.

### Соседние округа
- Пайк (Арканзас) — север
- Невада (Арканзас) — восток
- Лафейетт (Арканзас) — юг
- Миллер (Арканзас) — юго-запад
- Литл-Ривер (Арканзас) — запад
- Хауард (Арканзас) — северо-запад

## Демография
По данным переписи населения 2000 года в округе проживает 23 587 жителей в составе 8 959 домашних хозяйств и 6 378 семей. Плотность населения составляет 12 человек на км². На территории округа насчитывается 10 166 жилых строений, при плотности застройки 5 строений на км². Расовый состав населения: белые — 63,28 %, афроамериканцы — 30,36 %, коренные американцы (индейцы) — 0,42 %, азиаты — 0,17 %, гавайцы — 0,02 %, представители других рас — 4,17 %, представители двух или более рас — 1,59 %. Испаноязычные составляли 8,25 % населения независимо от расы.
В составе 33,40 % из общего числа домашних хозяйств проживают дети в возрасте до 18 лет, 51,40 % домашних хозяйств представляют собой супружеские пары проживающие вместе, 15,30 % домашних хозяйств представляют собой одиноких женщин без супруга, 28,80 % домашних хозяйств не имеют отношения к семьям, 25,50 % домашних хозяйств состоят из одного человека, 11,70 % домашних хозяйств состоят из престарелых (65 лет и старше), проживающих в одиночестве. Средний размер домашнего хозяйства составляет 2,60 человека, и средний размер семьи 3,09 человека.
Возрастной состав округа: 27,30 % моложе 18 лет, 9,60 % от 18 до 24, 27,20 % от 25 до 44, 21,70 % от 45 до 64 и 14,10 % от 65 и старше. Средний возраст жителя округа 35 лет. На каждые 100 женщин приходится 93,70 мужчин. На каждые 100 женщин старше 18 лет приходится 89,70 мужчин.
Средний доход на домохозяйство в округе составлял 28 622 USD, на семью — 34 082 USD. Среднестатистический заработок мужчины был 25 830 USD против 17 383 USD для женщины. Доход на душу населения составлял 14 103 USD. Около 16,00 % семей и 20,30 % общего населения находились ниже черты бедности, в том числе — 29,20 % молодежи (тех кому ещё не исполнилось 18 лет) и 16,70 % тех кому было уже больше 65 лет.